# Edward Goldschmidt
Edward Goldschmidt (eller Eduard Goldschmidt, 1901–1950) var en dansk virksomhedsleder, der sammen med Hans Lundbeck var hovedmanden bag det, der skulle blive til medicinalfirmaet H. Lundbeck A/S. 
Da Goldschmidt i 1924 blev ansat hos Lundbeck, var firmaet en handelsvirksomhed, der solgte varer inden for et ret bredt spektrum, lige fra kiks til maskiner og kameraer. Goldschmidt kom fra kemi- og farmaceutbranchen og skaffede Lundbeck en række nye agentkontakter inden for lægemidler og kosmetik. Snart efter anskaffede virksomheden sin første pillepresse. Goldschmidt blev derpå gjort til 50 % partner i H. Lundbeck & Co., der ændrede sig fra at være en salgsvirksomhed til at være et medicinfirma.